# 羊衜 (曹魏)
羊衜（2世紀—232年），一名茞，泰山郡東平陽縣（今山東省新泰市）人，曹魏官員，官至上黨太守。東漢南陽太守羊續之子，西晉景獻皇后羊徽瑜及名將太傅羊祜之父。

## 家庭

### 父親
- 羊續：東漢南陽太守，有「懸魚太守」之稱。

### 妻族
- 孔融：岳丈，字文舉，著名文學家，曾任東漢北海太守，世稱「孔北海」，「建安七子」之一。
- 蔡邕：岳丈，字伯喈，著名文學家、音樂家、史學家，東漢左中郎將，世稱「蔡中郎」。

#### 姨親
- 蔡琰：名才女，世稱「蔡文姬」。

#### 妻妾
- 孔氏：孔融之女，羊發生母。
- 濟陽縣君蔡氏：蔡邕之女，羊承、羊徽瑜、羊祜生母。和蔡琰可能同一人[1][2][3]

### 親族
- 羊秘：羊續長子，曹魏京兆太守
- 羊耽：羊續少子，曹魏泰山太守，妻為辛毗之女辛憲英。

### 子嗣
- 羊發：孔氏所生之子，都督淮北護軍。
- 羊承：蔡氏所生長子，早夭。
- 羊徽瑜：蔡氏所生之女，司馬師繼室，追諡「景獻皇后」。
- 羊祜，蔡氏所生少子，西晉太傅，一代名將。